# Spiegelfechter

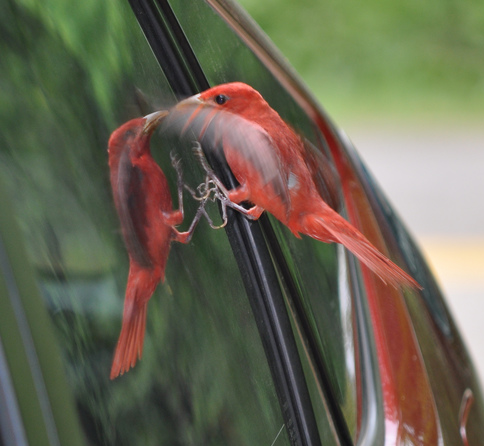
Sommerkardinal an einer Autoscheibe

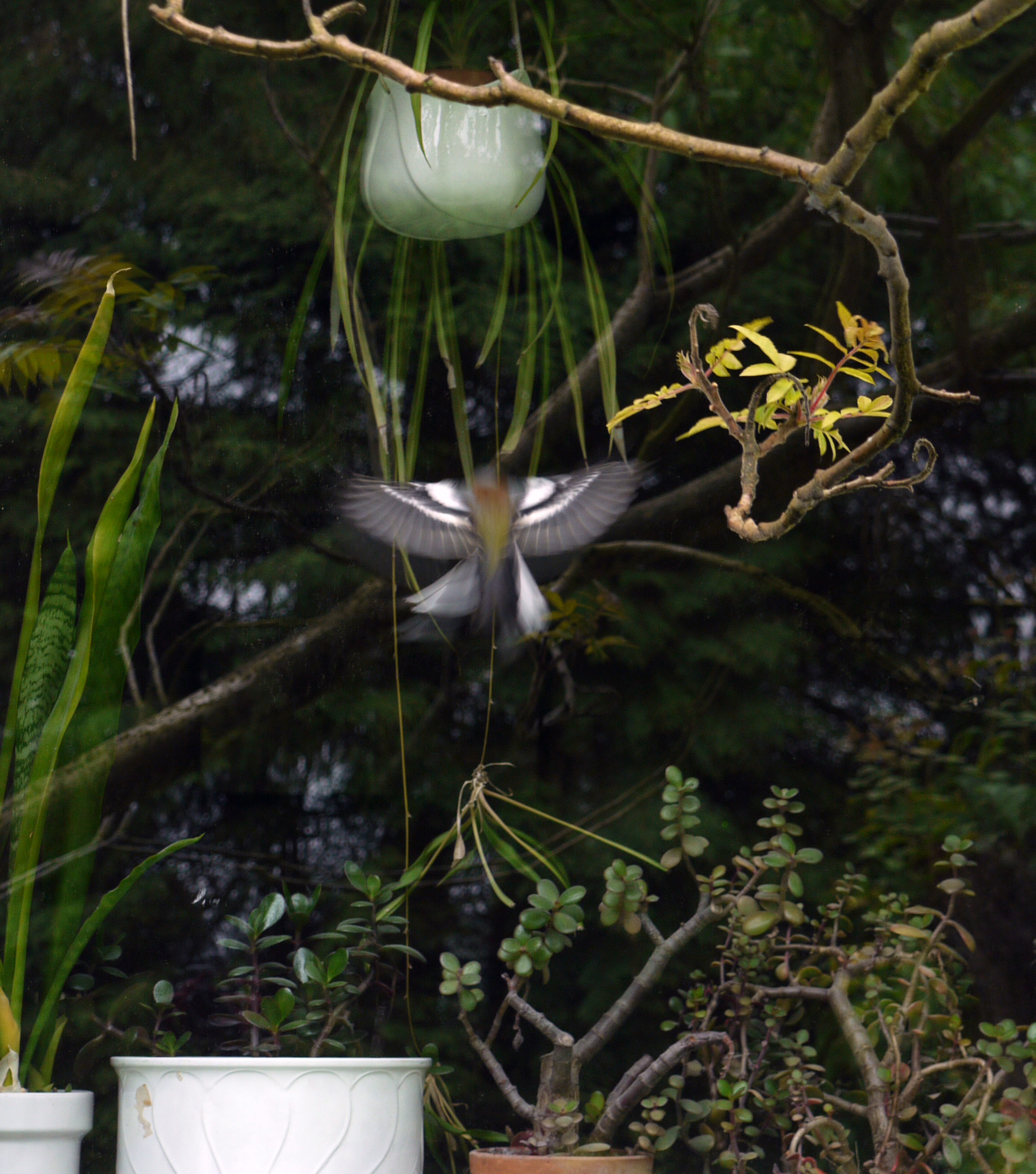
Dieser Buchfink kann sein Spiegelbild in der Fensterscheibe nicht von einem vermeintlichen Revier-Rivalen unterscheiden.

Als Spiegelfechter werden männliche Vögel bezeichnet, die insbesondere während der Brutzeit mit dem Schnabel gegen Scheiben oder Spiegel klopfen und damit ihr Spiegelbild als vermeintlichen Rivalen bekämpfen. Im englischsprachigen Raum wird das 1879 erstmals beschriebene Phänomen als Schattenboxen (englisch shadow boxing) bezeichnet.:39f.

## Problem

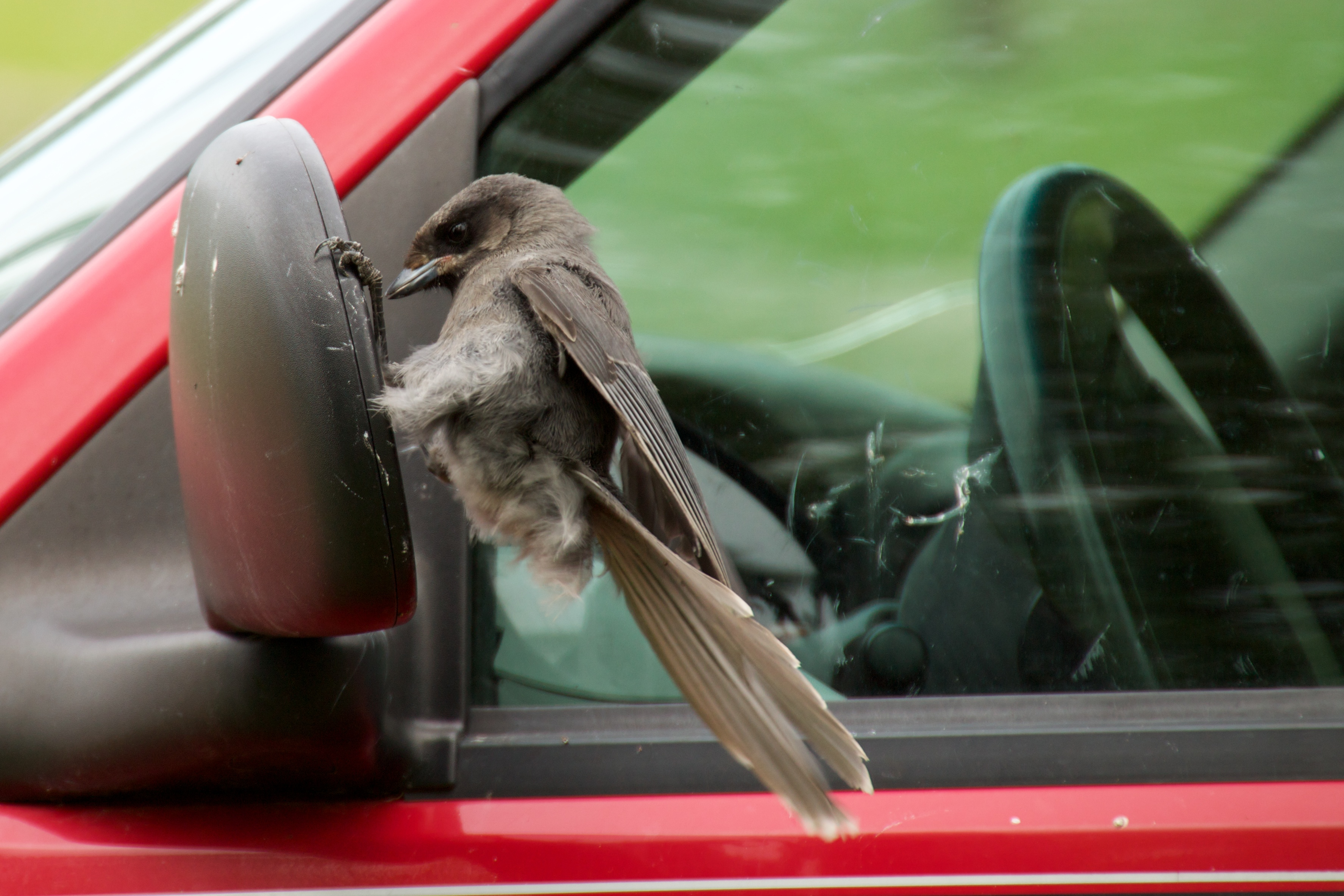
Junger Meisenhäher

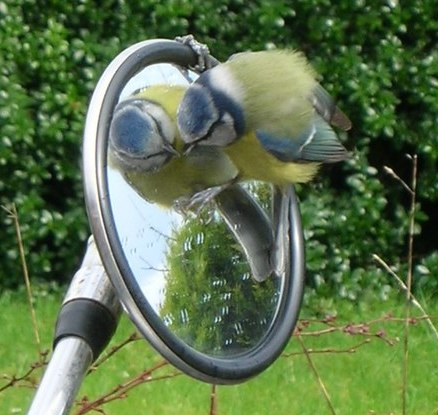
Blaumeise an einem Motorradspiegel

Vögel besetzen zur Brutzeit ein Revier und sichern sich so die Nahrungsgrundlage für die Aufzucht ihrer Jungen. Dringt ein fremder Artgenosse ins Brutrevier ein, wird er bedroht, angegriffen und möglichst vertrieben. Viele Vögel können ihr Spiegelbild nicht als solches erkennen (vgl. Spiegeltest). Wie viele andere Tierarten halten sie ihr Spiegelbild für einen Rivalen, der attackiert und vertrieben werden muss. Daher schlagen sie mit dem Schnabel gegen das Fenster. Im deutschsprachigen Raum sind es meist Vogelarten, die um Häuser herum leben, wie Bachstelzen, Buchfinken, Amseln, Haussperlinge und Rabenkrähen. Größere Arten wie Elstern oder Krähen können dabei die Dichtungsgummis der Fenster beschädigen. Weltweit ist dieses Verhalten bei knapp 200 Arten dokumentiert. Von Jägerliesten und Südlichen Hornraben sind sogar zerbrochene Fensterscheiben bekannt.:42 Auch wenn sich die Vögel dabei meistens nicht verletzen, bedeutet es zusätzlichen Stress während der Brutzeit. Das Phänomen tritt insbesondere in der Brutzeit zwischen März und Juni, bei Rabenvögeln mitunter ganzjährig auf. Nachdem die Jungvögel geschlüpft sind, verschwindet meist auch das Spiegelfechten.

## Abwehrmaßnahmen
Das Phänomen kann nur dadurch bekämpft werden, dass die Reflexion verhindert wird.:42 Bei Fensterscheiben am Haus eignet sich dafür:
- Rollladen schließen oder
- im unteren Teil der Scheibe außen während der Brutzeit einen Karton, Stoff, Folie oder Fliegengitter anbringen oder
- die Scheibe außen mit Dekorspray besprühen.

Manche Ratgeber empfehlen, während der Brutzeit die Fensterscheiben seltener zu putzen, da eine leichte Staubschicht verhindere, dass sich die Vögel darin spiegeln. Das Anbringen von Greifvogelsilhouetten hat sich hingegen als zwecklos erwiesen.

## Rezeption
Im Juli 2016 erregte der Weißstorch „Ronny“ aus dem Ort Glambeck in Brandenburg als notorischer Spiegelfechter bundesweite Aufmerksamkeit. Die Berichterstattung in diesem Fall lässt sich als typische Sommerloch-Geschichte einschätzen.